# لي سترانج

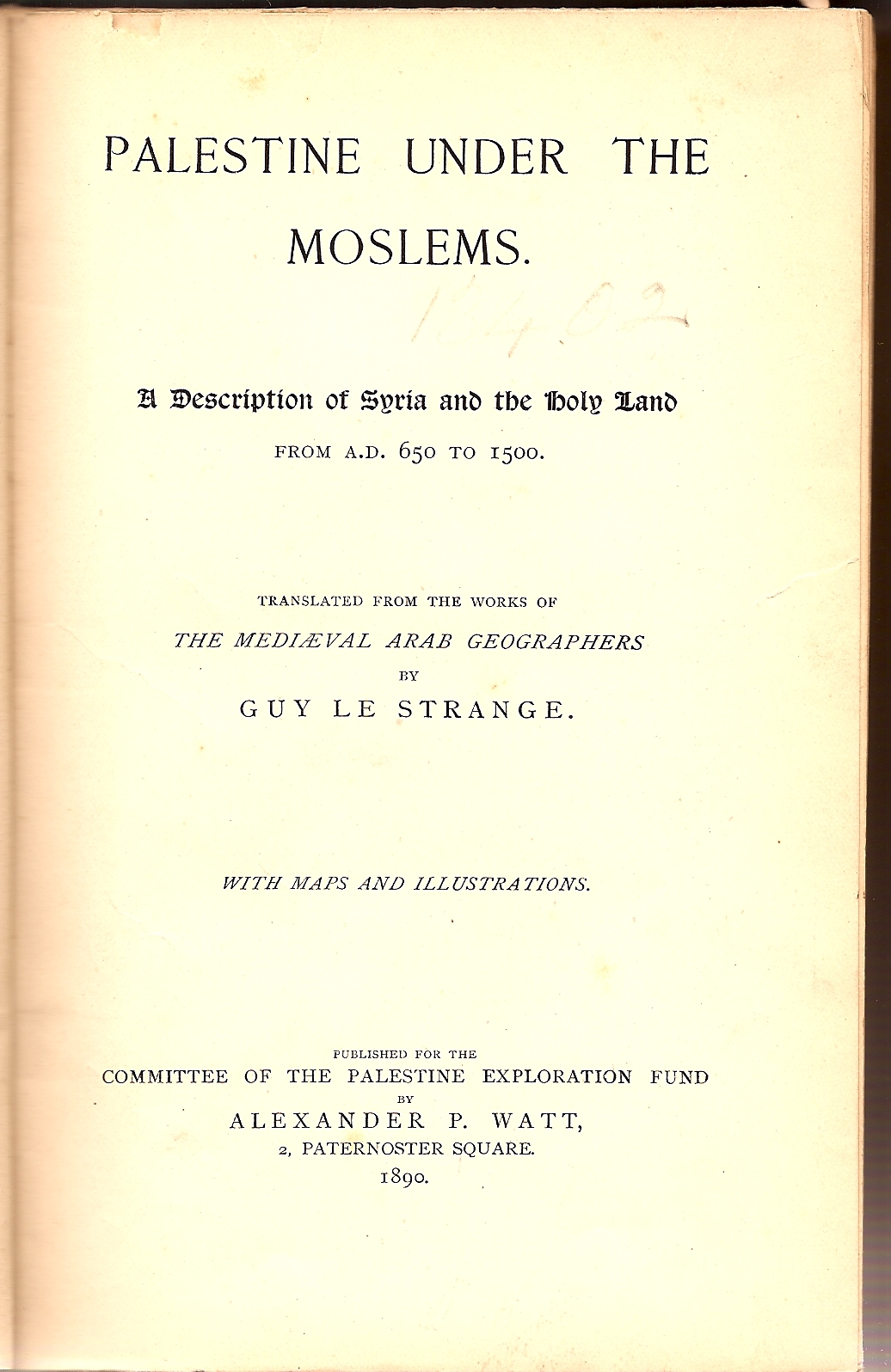
غلاف كتاب «فلسطين في العهد الإسلامي» (1890 م) - صندوق استكشاف فلسطين.

لي سترانج (بالإنجليزية: Guy Le Strange)‏ (1854 - 1934 م) هو مستشرق إنكليزي.
تعلم العربية والفارسية، ودرس على يد يوليوس مول. نزل كمبريدج وتخصص بدراسة التاريخ الجغرافي لبلاد العرب وفارس.

## آثاره
من آثاره:
- فلسطين، من كتاب أحسن التقاسيم للمقدسي، متناً وترجمة (لندن، 1886 م).
- نزهة القلوب لحمد الله مستوفى، متناً وترجمة (منشورات لجنة جيب التذكارية، مجلد 23، ليدن - كمبريدج 1915 - 1919 م).
- بلدان الخلافة الشرقية - نقله إلى العربية بشير فرنسيس وكوركيس عواد (بغداد : المجمع العلمي العراقي، الطبعة الأولى، 1374 هـ / 1954 م).
- فلسطين في العهد الإسلامي (1890 م). نقله إلى العربية محمود عمائرة - عمان، الأردن: وزارة الثقافة والإعلام، دائرة الثقافة والفنون، 1390 هـ / 1970 م.